# Попадич, Драган
Драган Попадич (4 февраля 1946 года, Белград, СФРЮ) — югославский и сербский футболист и тренер.

## Карьера
В качестве футболиста выступал за такие известные югославские команды, как «Олимпия» (Любляна) и ОФК. Завершал свою карьеру полузащитник заграницей: он поиграл за голландский «Харлем» и бельгийский «Льерс». Завершив играть, Попадич стал тренером. Долгое время наставник работал с различными клубами африканского континента. В 1998 году специалист возглавлял сборную Руанды.

## Достижения

### Футболиста
- Финалист Кубка Бельгии (1): 1975/76.

### Тренера
- Чемпион Уганды (2): 1995, 1996.
- Обладатель Кубка Уганды (2): 1994, 1995.
- Обладатель Кубка Анголы (1): 1998.